# Franz Wickenhauser
Franz Wickenhauser (* 3. März 1872 in Brünn, Österreich-Ungarn; † 15. Januar 1940 in München) war ein deutscher Komponist und Dirigent. 

## Leben
Franz Wickenhauser besuchte das Wiener Konservatorium und begann danach 1894 als Kapellmeister in Esseg. Er arbeitete 1895 in Krems an der Donau, 1896 in Eger, 1897 in Ansbach und Lahr, 1898 in Marburg, 1899 bis 1902 in Heilbronn, 1902/1903 in Lindau (Bodensee). Von 1903 bis 1906 war er in Ulm engagiert, 1906/1907 in Köln, 1907 bis 1912 am Oberschlesischen Landestheater in Beuthen. 
Er wirkte von 1912 bis 1925 in München als Kapellmeister im Staatstheater am Gärtnerplatz.
Wickenhauser komponierte unter dem Pseudonym Franz Werther mehrere Operetten.

## Werke (Auswahl)
- Der Landsknecht. Mannheim 1901, Danzig 1903, München 1911.[1]
- Anno Dazumal (Die lustigen Schwaben). Beuthen 1908.[2]
- Die Musterweiber. Dresden 1911.[3]
- Die wehrpflichtige Braut. München 1914.[4]
- Das verbotene Lied. München 1916.[5]
- Die ungetreue Adelheid. Wiesbaden 1918, München 1920.[6]
- Die Herrin von Mitrova. Singspiel. München 1921. Libretto: Ignaz Brantl (d. i. Ignaz Brantner) und Franz Werther[7]
- Schön ist die Jugend. Kassel 1923.[8]